# Uchta (řeka)
Uchta (rusky Ухта) je řeka v Komijské republice v Rusku. Je 199 km dlouhá. Povodí má rozlohu 4510 km².

## Průběh toku
Pramení na Timanském krjaži. Je to levý přítok Ižmy v povodí Pečory.

## Vodní režim
Zdroj vody je smíšený s převahou sněhového. K nejvyššímu vzestupu hladiny dochází od dubna do června. Průměrný roční průtok vody ve vzdálenosti 13 km od ústí činí 48,9 m³/s. Zamrzá na konci října až v listopadu a rozmrzá na konci dubna až v květnu.

## Využití
Řeka je splavná. Na soutoku s Čibju leží město Uchta. Jižně od ústí do Ižmy leží město Sosnogorsk.